# میرانچه دو واله

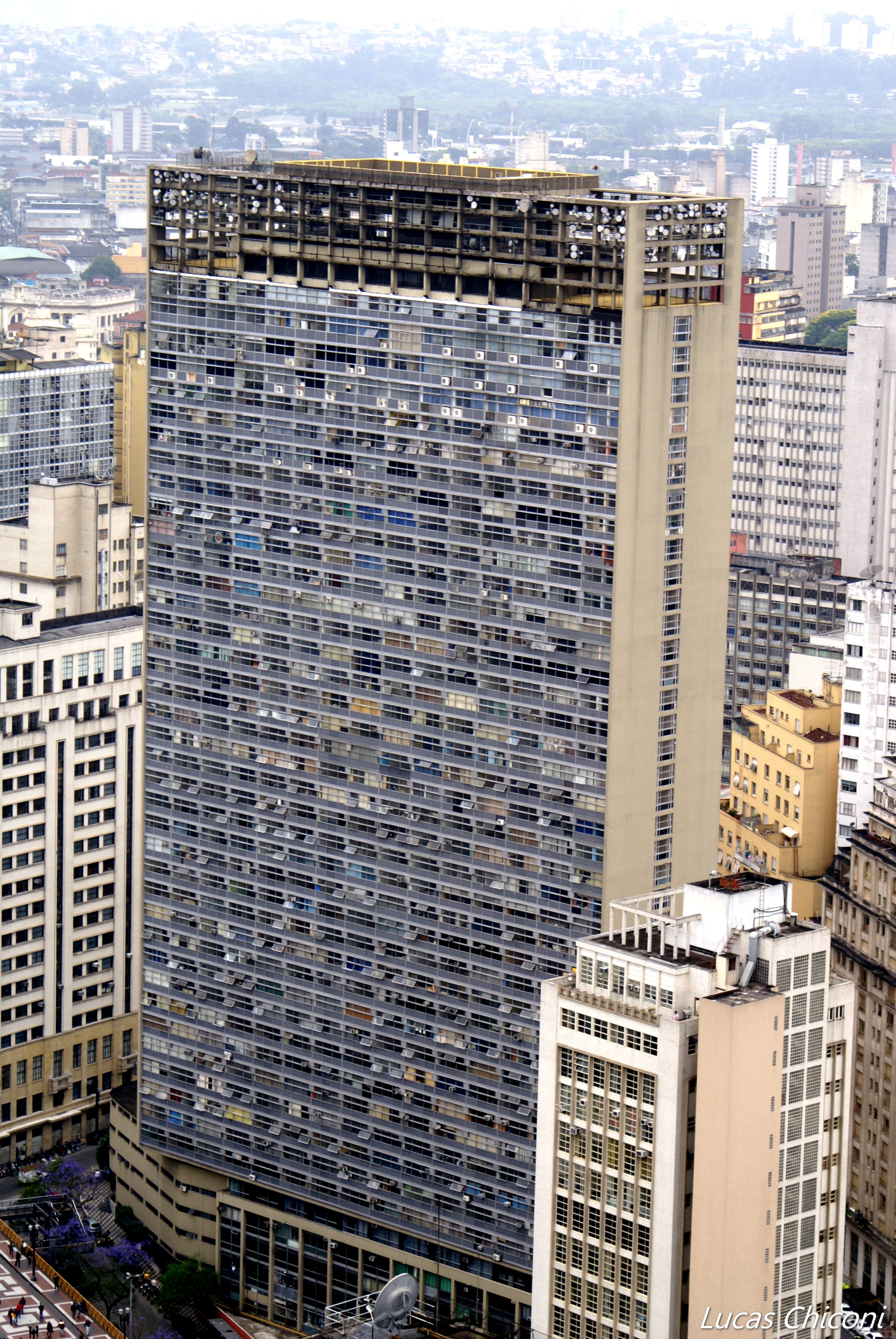
مواظب دره

میرانچه دو واله (در زبان پرتغالی : Mirante do Vale) بلندترین آسمان خراش در برزیل است. واقع در سائو پائولو، تا ۱۷۰ فوت ارتفاع، ۵۱ طبقه و ۷۵،۰۰۰ متر مربع. این در سال ۱۹۶۰ تکمیل شد.